# ماستر أوف أوريون
ماستر أوف أرويون (بالإنجليزية: Master of Orion)‏ هي لعبة فيديو خيال علمي حربية إستراتيجية تم إنتاجها في سنة 1993 من قبل شركة مايكرو بروس لأجهزة إم إس-دوس وماك أو إس تم إنتاجها في سنة 1993، اللعبة تتضمن صراع بين 10 قوى للسيطرة على المجرة وتكون هناك في اللعبة طرق دبلوماسية للتفاهم بين اللاعبين بالإضافة إلى الصراع في الاستعمار والاحتلال في المجرة بين القوى المختلفة.

## روابط خارجية
- ماستر أوف أوريون على موقع IMDb (الإنجليزية)